# Vittorio Demignot
Vittorio Demignot (Torino, 1660 – Torino, 1743) è stato un artista e artigiano italiano, specializzato come arazziere.

## Biografia
Demignot appartenne ad una famiglia italiana di arazzieri da tempo al servizio della corte di Torino; Vittorio dopo essersi perfezionato a Bruxelles e nelle Fiandre, si attivò nella fabbrica di San Michele a Roma (1715) e successivamente nell'arazzeria fiorentina.
Qui rimase quindici anni (1716-1731), collaborando, tra l'altro, con Leonardo Bernini alla realizzazione de Le quattro stagioni oppure Le quattro parti del mondo (1720-1729) su disegno di G. C. Sagrestani, una delle più significative serie di arazzi del Settecento italiano.
Nel 1731, rientrato a Torino, ricevette la nomina di capo arazziere della corte sabauda e dal 1737, quando Carlo Emanuele III di Savoia istituì la manifattura torinese, fino alla morte ne diresse il laboratorio di basso liccio.
Il suo erede fu il figlio Francesco, morto nel 1785, il quale diresse la manifattura torinese nel suo periodo di maggior splendore, finché, nel 1775, una malattia lo costrinse a cederne la guida ad Antonio Bruno.
Su bozzetti di Claudio Francesco Beaumont, pittore ancora legato nel tono monumentale ed eroico alla grande maniera di Charles Le Brun, Francesco continuò la Storia di Alessandro Magno, già iniziata dal padre Vittorio, e realizzò la Storia di Giulio Cesare e la Storia di Ciro.

## Opere

### Vittorio
- Le quattro stagioni oppure Le quattro parti del mondo (1720-1729);
- Storia di Alessandro Magno.

### Francesco
- Storia di Alessandro Magno;
- Storia di Giulio Cesare;
- Storia di Ciro.